# Rhytidodera consona
Rhytidodera consona är en skalbaggsart som beskrevs av Holzschuh 1995. Rhytidodera consona ingår i släktet Rhytidodera och familjen långhorningar.
Artens utbredningsområde är Nepal. Inga underarter finns listade i Catalogue of Life.